# Dart to the Heart
Dart to the Heart è il ventesimo album di Bruce Cockburn, pubblicato dalla True North Records nel 1994. Il disco fu registrato tra il marzo ed il giugno del 1993 al Sunset Sound Recording di Los Angeles (California), tranne gli strumenti a fiato, registrati all' Ocean Way di Los Angeles (California) nel giugno del 1993.

## Tracce
1. Listen for the Laugh – 4:07 (Bruce Cockburn)
2. All the Ways I Want You – 4:21 (Bruce Cockburn)
3. Bone in My Ear – 3:47 (Bruce Cockburn)
4. Burden of the Angel/Beast – 6:31 (Bruce Cockburn)
5. Scanning These Crowds – 3:51 (Bruce Cockburn)
6. Southland of the Heart – 4:50 (Bruce Cockburn)
7. Train in the Rain – 3:44 (Bruce Cockburn)
8. Someone I Used to Love – 3:35 (Bruce Cockburn)
9. Love Loves You Too – 4:14 (Bruce Cockburn)
10. Sunrise on the Mississippi – 3:01 (Bruce Cockburn)
11. Closer to the Light – 4:11 (Bruce Cockburn)
12. Tie Me at the Crossroads – 2:50 (Bruce Cockburn)

## Musicisti
"Listen for the Laugh"
- Bruce Cockburn - chitarra, voce
- Colin Linden - chitarra slide
- Richard Bell - organo
- Darrell Leonard - tromba, arrangiamenti strumenti a fiato
- Christian Mostert - sassofono tenore
- Greg Smith - sassofono baritono
- Jerry Scheff - basso
- Mickey Curry - batteria

"All the Ways I Want You"
- Bruce Cockburn - chitarra acustica, voce
- Colin Linden - chitarra elettrica, voce
- Greg Leisz - chitarra pedal steel
- Richard Bell - organo
- Jerry Scheff - basso
- Mickey Curry - batteria

"Bone in My Ear"
- Bruce Cockburn - charango, voce
- Colin Linden - mandolino
- Richard Bell - accordion
- Greg Leisz - chitarra pedal steel
- Jerry Scheff - basso
- Christopher Parker - batteria

"Burden of the Angel/Beast"
- Bruce Cockburn - chitarra elettrica, voce
- Colin Linden - chitarra acustica, voce
- Richard Bell - pianoforte wurlitzer
- T-Bone Burnett - organo
- Jerry Scheff - basso
- Christopher Parker - batteria

"Scanning These Crowds"
- Bruce Cockburn - chitarra, voce
- Colin Linden - chitarra slide, voce
- Richard Bell - organo
- Darrell Leonard - tromba, arrangiamenti strumenti a fiato
- Christiaan Mostert - sassofono tenore
- Greg Smith - sassofono baritono
- Jerry Scheff - basso
- Mickey Curry - batteria

"Southland of the Heart"
- Bruce Cockburn - chitarra, voce
- Colin Linden - chitarra slide, voce
- Greg Leisz - chitarra pedal steel
- Richard Bell - organo
- Darrell Leonard - tromba, arrangiamenti strumenti a fiato
- Christiaan Mostert - sassofono tenore
- Greg Smith - sassofono baritono
- Jerry Scheff - basso
- Benmont Tench - batteria

"Train in the Rain"
- Bruce Cockburn - chitarra

"Someone I Used to Love"
- Bruce Cockburn - chitarra acustica, voce
- Colin Linden - mandolino
- Greg Leisz - chitarra pedal steel
- T-Bone Burnett - organo
- Richard Bell - accordion
- Jerry Scheff - basso
- Mickey Curry - batteria

"Love Loves You Too"
- Bruce Cockburn - chitarra elettrica, voce
- Richard Bell - organ
- Colin Linden - chitarra acustica
- Jerry Scheff - basso
- Mickey Curry - batteria
- Sam Phillips - voce

"Sunrise on the Mississippi"
- Bruce Cockburn - chitarra

"Closer to the Light"
- Bruce Cockburn - chitarra acustica, voce
- Colin Linden - chitarra elettrica, voce
- Richard Bell - organo
- Jerry Scheff - basso
- Christopher Parker - batteria, percussioni (non accreditato)

"Tie Me at the Crossroads"
- Bruce Cockburn - chitarra elettrica, voce
- Colin Linden - chitarra acustica, accompagnamento vocale, cori
- Richard Bell - organo, accompagnamento vocale, cori
- Jerry Scheff - basso, accompagnamento vocale, cori
- Mickey Curry - batteria, accompagnamento vocale, cori
- Sam Phillips - accompagnamento vocale, cori
- T-Bone Burnett - accompagnamento vocale, cori
- Stephen Bruton - accompagnamento vocale, cori